# Seychelles ai Giochi olimpici
Le Seychelles hanno partecipato per la prima volta ai Giochi olimpici nel 1980.
Gli atleti seychellesi non hanno mai vinto medaglie ai Giochi olimpici estivi, né hanno mai partecipato ai Giochi olimpici invernali.
L'Associazione Olimpica e dei Giochi del Commonwealth delle Seychelles venne creata e riconosciuta dal CIO nel 1979.

## Medaglieri

### Medaglie alle Olimpiadi estive
| Giochi              | Oro              | Argento          | Bronzo           | Totale           |
| ------------------- | ---------------- | ---------------- | ---------------- | ---------------- |
| Mosca 1980          | 0                | 0                | 0                | 0                |
| Los Angeles 1984    | 0                | 0                | 0                | 0                |
| Seoul 1988          | non partecipante | non partecipante | non partecipante | non partecipante |
| Barcellona 1992     | 0                | 0                | 0                | 0                |
| Atlanta 1996        | 0                | 0                | 0                | 0                |
| Sydney 2000         | 0                | 0                | 0                | 0                |
| Atene 2004          | 0                | 0                | 0                | 0                |
| Pechino 2008        | 0                | 0                | 0                | 0                |
| Londra 2012         | 0                | 0                | 0                | 0                |
| Rio de Janeiro 2016 | 0                | 0                | 0                | 0                |
| Tokyo 2020          | 0                | 0                | 0                | 0                |
| Parigi 2024         | 0                | 0                | 0                | 0                |
| Totale              | 0                | 0                | 0                | 0                |